# Evangelische Stadtkirche Borken (Hessen)

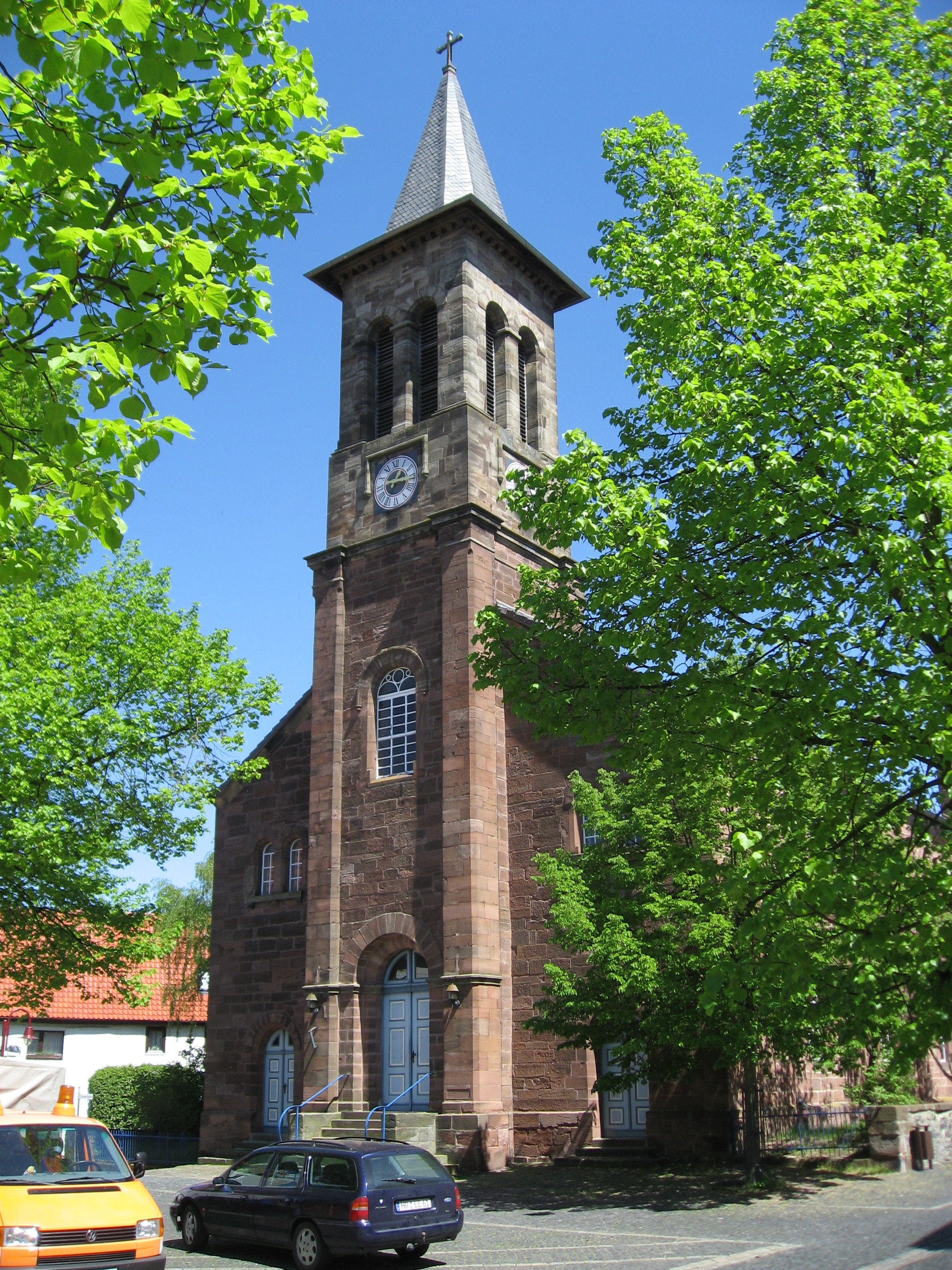
Stadtkirche, vom Kirchplatz aus gesehen (2008)

Die Evangelische Stadtkirche in Borken (Hessen, Deutschland) ist die Gottesdienststätte der Evangelischen Kirchengemeinde Borken (Hessen), die zum Kirchenkreis Schwalm-Eder der Evangelischen Kirche von Kurhessen-Waldeck gehört.

## Baugeschichte

### Vorgängerkirche
Schon seit Anfang des 12. Jahrhunderts befand sich an der Stelle der heutigen evangelischen Stadtkirche ein Kirchengebäude. Dieser Vorgängerbau wurde 1469, nach den Zerstörungen im hessischen Bruderkrieg, neu aufgebaut. Der Dreißigjährige Krieg (1618–1648) zwang ebenfalls zu Reparaturen an dem Kirchengebäude. Nach der Homberger Synode 1526 wurden die Kirchgemeinden in der Landgrafschaft Hessen evangelisch.
Eine Orgel gibt es nachweislich seit 1676; diese musste bereits 1699 erstmals restauriert werden. Gewölbeeinbrüche in den Jahren 1760 und 1767 verursachten wiederholt große Schäden an der Orgel.
Der in den Jahren 1684 bis 1686 neu erbaute Kirchturm musste nach Schäden 1788 repariert werden. Im Jahre 1812 verletzte ein vom Turm herabfallender Stein einen Jungen tödlich.

### Neubau
Nachdem man sich auf Grund der häufig aufgetretenen Schäden für einen Neubau entschlossen hatte, wurde das alte Kirchengebäude 1841 abgerissen. Der Glockenstuhl der Vorgängerkirche mit den drei Glocken, der hölzerne Predigtstuhl, die Altarsteine, die Kirchenuhr, die Orgel und die alte Kanzel wurden zwischengelagert.
Am 15. Juli 1843 wurde der Grundstein für den Neubau der Stadtkirche gelegt. Ein Jahr später, 1844, konnten die Glocken im neuen Kirchturm angebracht werden. Die feierliche Einweihung der Kirche fand am 23. November 1845 statt. Die Orgel wurde 1846 wieder eingebaut. Der Bau kostete 10.371 Taler.
Der Taufstein aus dem Jahre 1100 war 1842 für sieben Taler verkauft worden und wurde zuerst als Springbrunnen und später als Futtertrog verwendet. 1954 kam der Taufstein wieder in den Besitz der evangelischen Gemeinde, wurde 1973 restauriert und am 4. November 1973 wieder aufgestellt.
Im Rahmen der Sanierung des Dachstuhls wurde 2010 das Giebelkreuz abgebaut und neu vergoldet. Am 30. Oktober 2010 wurde es im Rahmen einer feierlichen Zeremonie wieder an seinem angestammten Platz angebracht.